# لاغونا نيغويل (كاليفورنيا)
لاغونا نيغويل (بالإنجليزية: Laguna Niguel)‏ هي إحدى مدن مقاطعة أورانج، كاليفورنيا. تم إعطاءها لقب مدينة في 1 ديسمبر، 1989.

## التركيبة السكانية
حدّد مكتب تعداد الولايات المتحدة بيانات التركيبة السكانية للاغونا نيغويل في تعداد الولايات المتحدة. في ما يلي، التركيبة السكانية حسب تعدادي 2000 و2010.

### تعداد عام 2000
بلغ عدد سكان لاغونا نيغويل 61,891 نسمة بحسب تعداد عام 2000، وبلغ عدد الأسر 23,217 أسرة وعدد العائلات 16,793 عائلة مقيمة في المدينة. في حين سجلت الكثافة السكانية 1,616 نسمة لكل كيلومتر مربع (4,185.4/ميل2). وبلغ عدد الوحدات السكنية 23,885 وحدة بمتوسط كثافة قدره 623.6 لكل كيلومتر مربع (1,615.1/ميل2).
وتوزع التركيب العرقي للمدينة بنسبة 83.50% من البيض و1.25% من الأمريكيين الأفارقة و0.29% من الأمريكيين الأصليين و7.73% من الأمريكيين ذوي الأصول الآسيوية و0.12% من سكان جزر المحيط الهادئ و3.48% من الأعراق الأخرى و3.62% من عرقين مختلطين أو أكثر و10.38% من الهسبانيون أو اللاتينيون من أي عرق.
بلغ عدد الأسر 23,217 أسرة كانت نسبة 39.6% منها لديها أطفال تحت سن الثامنة عشر تعيش معهم، وبلغت نسبة الأزواج القاطنين مع بعضهم البعض 60.2% من أصل المجموع الكلي للأسر، ونسبة 8.8% من الأسر كان لديها معيلات من الإناث دون وجود شريك، بينما كانت نسبة 3.3% من الأسر لديها معيلون من الذكور دون وجود شريكة وكانت نسبة 27.7% من غير العائلات. تألفت نسبة 20.6% من أصل جميع الأسر من عدة أفراد يعيشون في نفس المنزل ونسبة 4.7% كانت تتألف من شخص يعيش بمفرده يبلغ من العمر 65 عاماً أو أكثر. وبلغ متوسط حجم الأسرة المعيشية 2.65، أما متوسط حجم العائلات فبلغ 3.10.
بلغ العمر الوسطي للسكان 37.5 عاماً. وكانت نسبة 26.6% من القاطنين تحت سن الثامنة عشر، وكانت نسبة 6% بين الثامنة عشر والرابعة والعشرين عاماً، ونسبة 32.9% كانت واقعةً في الفئة العمرية ما بين الخامسة والعشرين والرابعة والأربعين عاماً، ونسبة 25.6% كانت ما بين الخامسة والأربعين والرابعة والستين، ونسبة 8.6% كانت ضمن فئة الخامسة والستين عاماً فما فوق. يوجد لكل 100 أنثى 95.4 ذكر، ويوجد لكل 100 أنثى في الثامنة عشر من عمرها فما فوق 91.8 ذكر.
بلغ متوسط دخل الأسرة في المدينة 80,733 دولارًا، أما متوسط دخل العائلة فبلغ 93,613 دولارًا. وكان متوسط دخل الذكور 68,640 دولارًا مقابل 40,487 دولارًا للإناث. وسجل دخل الفرد الخاص بالمدينة 39,167 دولارًا. وكانت نسبة 2.8% من العائلات ونسبة 4.1% من السكان تحت خط الفقر، وكان من هؤلاء نسبة 3.7% تحت سن الثامنة عشر ونسبة 4.1% في الخامسة والستين من العمر وما فوق.

### تعداد عام 2010
بلغ عدد سكان لاغونا نيغويل 62,979 نسمة بحسب تعداد عام 2010، وبلغ عدد الأسر 24,232 أسرة وعدد العائلات 17,234 عائلة مقيمة في المدينة. في حين سجلت الكثافة السكانية 1,644.4 نسمة لكل كيلومتر مربع (4,259.0/ميل2). وبلغ عدد الوحدات السكنية 25,312 وحدة بمتوسط كثافة قدره 660.9 لكل كيلومتر مربع (1,711.7/ميل2).
وتوزع التركيب العرقي للمدينة بنسبة 80.38% من البيض و1.23% من الأمريكيين الأفارقة و0.35% من الأمريكيين الأصليين و8.67% من الأمريكيين ذوي الأصول الآسيوية و0.14% من سكان جزر المحيط الهادئ و4.79% من الأعراق الأخرى و4.43% من عرقين مختلطين أو أكثر و13.91% من الهسبانيون أو اللاتينيون من أي عرق.
بلغ عدد الأسر 24,232 أسرة كانت نسبة 33.4% منها لديها أطفال تحت سن الثامنة عشر تعيش معهم، وبلغت نسبة الأزواج القاطنين مع بعضهم البعض 58.1% من أصل المجموع الكلي للأسر، ونسبة 9.4% من الأسر كان لديها معيلات من الإناث دون وجود شريك، بينما كانت نسبة 3.7% من الأسر لديها معيلون من الذكور دون وجود شريكة وكانت نسبة 28.9% من غير العائلات. تألفت نسبة 22.2% من أصل جميع الأسر من عدة أفراد يعيشون في نفس المنزل ونسبة 7.4% كانت تتألف من شخص يعيش بمفرده يبلغ من العمر 65 عاماً أو أكثر. وبلغ متوسط حجم الأسرة المعيشية 2.59، أما متوسط حجم العائلات فبلغ 3.06.
بلغ العمر الوسطي للسكان 42.8 عاماً. وكانت نسبة 22.6% من القاطنين تحت سن الثامنة عشر، وكانت نسبة 7.5% بين الثامنة عشر والرابعة والعشرين عاماً، ونسبة 23.3% كانت واقعةً في الفئة العمرية ما بين الخامسة والعشرين والرابعة والأربعين عاماً، ونسبة 33.6% كانت ما بين الخامسة والأربعين والرابعة والستين، ونسبة 13% كانت ضمن فئة الخامسة والستين عاماً فما فوق. وتوزع التركيب الجنسي للسكان بنسبة 48.5% ذكور و51.5% إناث.

## أعلام
- كريستوفر كلوتز
- ريان مارتن
- جوش كيلر
- بروس بيترسون
- إريك أبل

## الموقع الجغرافي
الموقع الجغرافي للمناطق المحيطة بهذه النقطة هو كالتالي: